# Bouttencourt
 Bouttencourt  es una población y comuna francesa, en la región de Picardía, departamento de Somme, en el distrito de Abbeville y cantón de Gamaches.

## Demografía
| 777 | 741 | 887 | 928 | 941 | 1015 |
| Para los censos de 1962 a 1999 la población legal corresponde a la población sin duplicidades (Fuente: INSEE [Consultar]) |     |     |     |     |      |